# Bayan Aobao
Bayan Aobao (kinesiska: 巴音敖包, 巴音敖包苏木) är en socken i Kina. Den ligger i den autonoma regionen Inre Mongoliet, i den norra delen av landet, omkring 170 kilometer nordväst om regionhuvudstaden Hohhot.
Genomsnittlig årsnederbörd är 392 millimeter. Den regnigaste månaden är juli, med i genomsnitt 90 mm nederbörd, och den torraste är januari, med 1 mm nederbörd.